# 皮克維克島

皮克維克島（英語：Pickwick Island）是南極洲的島嶼，屬於比斯科群島中皮特群島的一部分，與雷諾島以姆拉卡灣相隔，長9.45公里，由英國探險隊繪入地圖，現時由南極條約體系管理。